# Jane Cozzolino
Jane Cozzolino (Magé, 7 de agosto de 1960) é uma política brasileira, irmã de Núbia Cozzolino, ex-prefeita cassada de Magé, irmã e filha dos ex-prefeitos Charles e Renato Cozzolino, respectivamente.
Filiada ao PTC, foi eleita deputada estadual pelo estado do Rio de Janeiro em 2006, com 50.496 votos. Em 2008, foi cassada pela ALERJ por corrupção, juntamente com Renata do Posto.

## Corrupção
A família Cozzolino já foi acusada de corrupção e desvio de verbas. De acordo com reportagens, Jane Cozzolino estava foragida da justiça após ter seu cargo cassado em 2008.